# Pterygocalyx
Pterygocalyx é um género botânico pertencente à família Gentianaceae. Tem uma única espécie, a Pterygocalyx volubilis.